# كريستينا ديفيس
كريستينا ديفيس (بالإنجليزية: Christina Davis) هي كاتِبة وشاعرة أمريكية، ولدت في 1971.